# 阪神高速5號灣岸線
阪神高速5號灣岸線（日语：／ Hanshin kōsoku 5 gō Wangan sen */?）是日本阪神高速道路路線，從大阪府大阪市的4號灣岸線南港北出入口延伸至兵庫縣神戶市的第二神明道路北線垂水系統交流道。
路線內含有灣岸線8期（駒林南出入口—名谷JCT）6.4公里以及9期（六甲人工島北出入口—駒林南出入口）14.5公里等開工至今未通車的路段。這個區間在2009年（平成21年）3月時決定其都市計畫，預計建造6車道的高架道路。

## 概要
沿著大阪灣聯繫阪神間的道路，是緊接在3號神戶線於阪神間興建的的第二路線。
同樣被稱為灣岸線，從天保山系統交流道至泉佐野方向為4號灣岸線，於南港北入口附近連接。與4號灣岸線合稱「大阪灣岸道路」。
現在被留在末端狀態的灣岸（垂水）線（名谷系統交流道 - 垂水系統交流道）具有連接第二神明北線的部分功能，但身為道路管理者的阪神高速道路並未徵收通行費。於西日本高速公路所管理之須磨收費站的第二神明道路東區間，普通車支付210圓的通行費可通過本路段。
本道路與其他阪神高速道路的路線相比，速限較高，達80km/h（名谷系統交流道 - 垂水系統交流道間為50km/h）。

### 路線名
- 大阪府道高速灣岸線（與阪神高速4號灣岸線合併稱呼）
- 兵庫縣高速灣岸線（六甲島北出入口以東）
- 國道2號 大阪灣岸道路西伸部（六甲島北出入口 - 南駒榮系統交流道 - 駒榮出入口）
- 神戶市道高速道路灣岸線（名谷系統交流道 - 垂水系統交流道）

## 出入口
- 出入口編號欄的背景色為■顯示該部分道路已經啟用，設施名稱欄的背景色為■顯示該部分設施尚未啟用，未通車路段名稱皆為臨時名稱。

| 出入口 編號                                       | 中文設施名稱           | 日文設施名稱            | 英文設施名稱                       | 接續路線名稱                                      | 起點 里程 （公里） | 備註                                                        | 所在地       | 所在地       | 所在地   |
| ------------------------------------------------- | ---------------------- | ----------------------- | ---------------------------------- | ------------------------------------------------- | ------------------ | ----------------------------------------------------------- | ------------ | ------------ | -------- |
| 5-01                                              | 南港北入口 南港JCT     |                         |                                    | 阪神高速4號灣岸線 泉佐野、南港中方向              | 0.0                | 神戶方向入口                                                | 大阪府大阪市 | 大阪府大阪市 | 住之江區 |
| 5-02                                              | 天保山出入口 天保山JCT |                         |                                    | 國道172號 (日本)（中央大通） 阪神高速16號大阪港線 | 2.5                | 神戶方向出入口 神戶方向接續                                 | 大阪府大阪市 | 大阪府大阪市 | 港區     |
| -                                                 | 北港JCT                |                         |                                    | 阪神高速2號淀川左岸線                             | 4.6                |                                                             | 大阪府大阪市 | 大阪府大阪市 | 此花區   |
| 5-03                                              | 灣岸舞洲出入口         |                         |                                    | 舞洲方向                                          | 4.6                | 原名北港西出入口，2013年5月25日改為現稱 入口為ETC專用       | 大阪府大阪市 | 大阪府大阪市 | 此花區   |
| -                                                 | 中島TB                 |                         |                                    | -                                                 |                    | 泉佐野、大阪市內方向 2022年2月27日廢除                      | 大阪府大阪市 | 大阪府大阪市 | 西淀川區 |
| 5-04 5-05                                         | 中島出入口             |                         |                                    | 淀川通                                            | 7.2                | 泉佐野、大阪市內方向出入口                                  | 大阪府大阪市 | 大阪府大阪市 | 西淀川區 |
| -                                                 | 中島PA                 |                         |                                    | -                                                 | 7.2                | 神戶方向                                                    | 大阪府大阪市 | 大阪府大阪市 | 西淀川區 |
| 5-06                                              | 尼崎東海岸出入口       |                         |                                    | 兵庫縣道57號尼崎港線                              | 8.7                | 神戶方向出入口                                              | 兵庫縣       | 尼崎市       | 尼崎市   |
| 5-07                                              | 尼崎末廣出入口         |                         |                                    | 兵庫縣道192號尼崎港崇德院線                       | 9.5                |                                                             | 兵庫縣       | 尼崎市       | 尼崎市   |
| 5-08                                              | 鳴尾濱出入口           |                         |                                    | 兵庫縣道573號蘆屋鳴尾濱線                         | 11.7               | 大阪方向出入口                                              | 兵庫縣       | 西宮市       | 西宮市   |
| 5-09                                              | 甲子園濱出入口         |                         |                                    | 兵庫縣道573號蘆屋鳴尾濱線                         | 14.1               | 神戶方向出入口 入口為ETC專用                                | 兵庫縣       | 西宮市       | 西宮市   |
| 5-10                                              | 西宮濱出入口           |                         |                                    | 兵庫縣道573號蘆屋鳴尾濱線                         | 15.0               | 大阪方向出入口 入口為ETC專用                                | 兵庫縣       | 西宮市       | 西宮市   |
| -                                                 | 南蘆屋濱TB             |                         |                                    | -                                                 |                    | 神戶方向 2017年1月25日廢除                                  | 兵庫縣       | 蘆屋市       | 蘆屋市   |
| -                                                 | 南蘆屋濱PA             |                         |                                    | -                                                 | 17.1               | 神戶方向                                                    | 兵庫縣       | 蘆屋市       | 蘆屋市   |
| 5-11                                              | 南蘆屋濱出入口         |                         |                                    | 兵庫縣道573號蘆屋鳴尾濱線                         | 17.6               | 神戶方向出入口 入口為ETC專用                                | 兵庫縣       | 蘆屋市       | 蘆屋市   |
| 5-12                                              | 深江濱出入口           |                         |                                    | Sunshine Wharf方向                                | 18.7               | 大阪方向出入口 入口為ETC專用                                | 兵庫縣       | 神戶市       | 東灘區   |
| 5-13                                              | 深江濱出入口           | 兵庫縣道722號東灘蘆屋線 | 六甲人工島方向出入口 入口為ETC專用 |                                                   | 18.7               |                                                             | 兵庫縣       | 神戶市       | 東灘區   |
| 5-14                                              | 住吉濱出入口           |                         |                                    | 港灣幹線道路                                      | 21.2               | 大阪方向出入口 直通阪神高速3號神戶線 摩耶出入口、京橋出入口 | 兵庫縣       | 神戶市       | 東灘區   |
| 5-15                                              | 魚崎濱出入口           |                         |                                    |                                                   | 21.2               |                                                             | 兵庫縣       | 神戶市       | 東灘區   |
| 5-16                                              | 六甲人工島北出入口     |                         |                                    |                                                   | 22.0               | 大阪方向出入口                                              | 兵庫縣       | 神戶市       | 東灘區   |
| -                                                 | 六甲人工島西出入口     |                         | /                                  |                                                   | -                  | 垂水方向出入口 興建中                                       | 兵庫縣       | 神戶市       | 東灘區   |
| -                                                 | 港灣人工島東出入口     |                         | /                                  |                                                   | -                  | 大阪方向出入口 興建中                                       | 兵庫縣       | 神戶市       | 中央區   |
| -                                                 | 港灣人工島西出入口     |                         | /                                  |                                                   | -                  | 垂水方向出入口 興建中                                       | 兵庫縣       | 神戶市       | 中央區   |
| -                                                 | 南駒榮JCT              |                         | /                                  | 阪神高速31號神戶山手線                            | -                  | 大阪方面接續 興建中                                         | 兵庫縣       | 神戶市       | 長田區   |
| -                                                 | 駒林南出入口           |                         | /                                  |                                                   | -                  | 垂水方向出入口 調查中                                       | 兵庫縣       | 神戶市       | 長田區   |
| -                                                 | TB（名稱未定）         |                         | /                                  | -                                                 | -                  | 大阪方向 調查中                                             | 兵庫縣       | 神戶市       |          |
| 5-17                                              | 名谷JCT                |                         |                                    | E93 第二神明道路                                  |                    |                                                             | 兵庫縣       | 神戶市       | 垂水區   |
| -                                                 | 名谷出入口             |                         | /                                  |                                                   |                    | 計劃中 大阪方向出入口                                       | 兵庫縣       | 神戶市       | 垂水區   |
| 5-19 5-20 5-21                                    | 垂水JCT                |                         |                                    | E28 神戶淡路鳴門自動車道                          |                    |                                                             | 兵庫縣       | 神戶市       | 垂水區   |
| E94 第二神明道路北線（神戶西繞道） 長坂、姬路方向 |                        |                         |                                    |                                                   |                    |                                                             |              |              |          |

名谷系統交流道、垂水系統交流道的出入口編號未表示於道路標誌上。

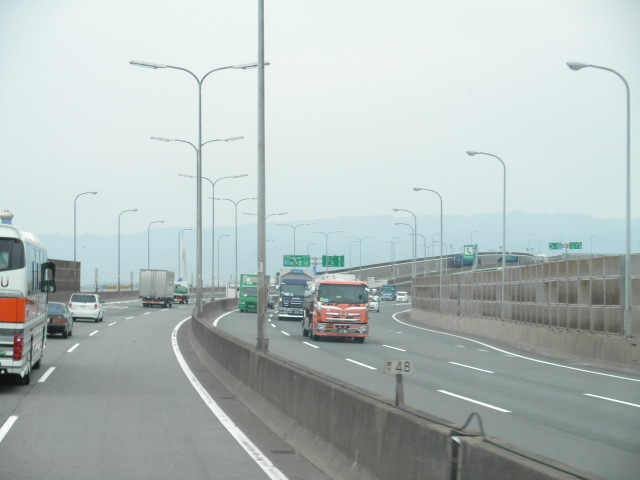
大阪府大阪市此花區梅町2丁目
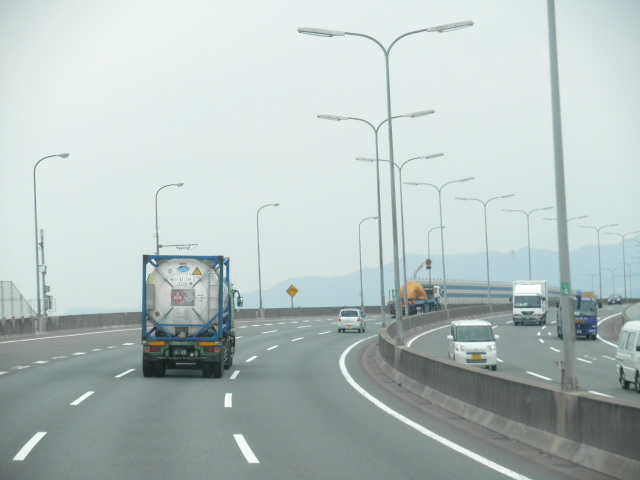
兵庫縣尼崎市末廣町2丁目
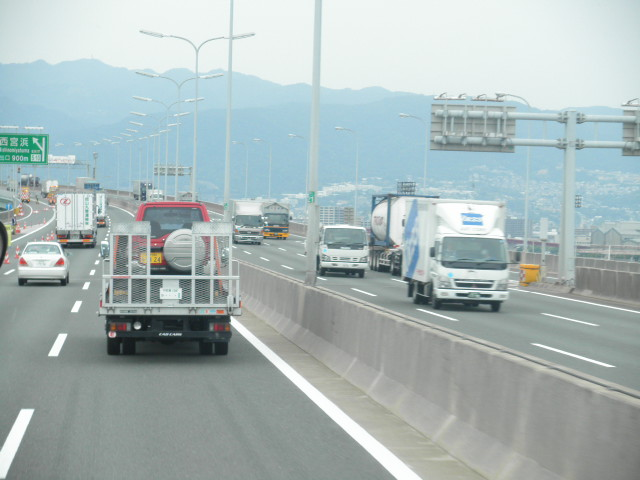
兵庫縣西宮市西宮濱2丁目
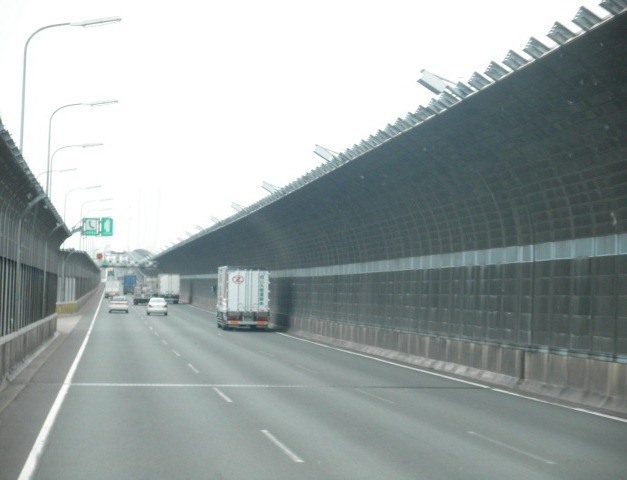
兵庫縣蘆屋市陽光町
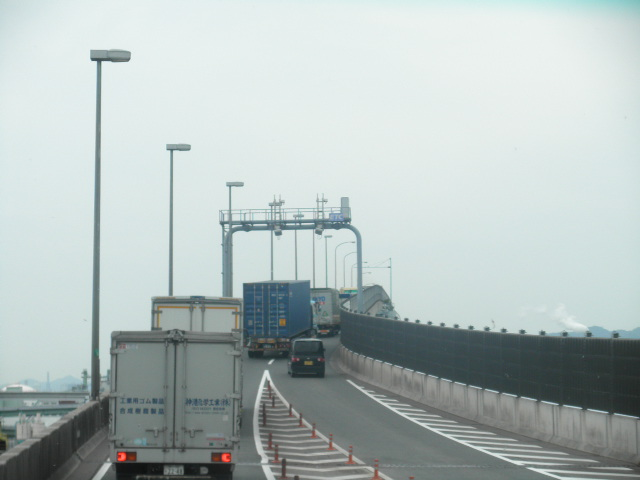
兵庫縣神戶市東灘區魚崎濱町
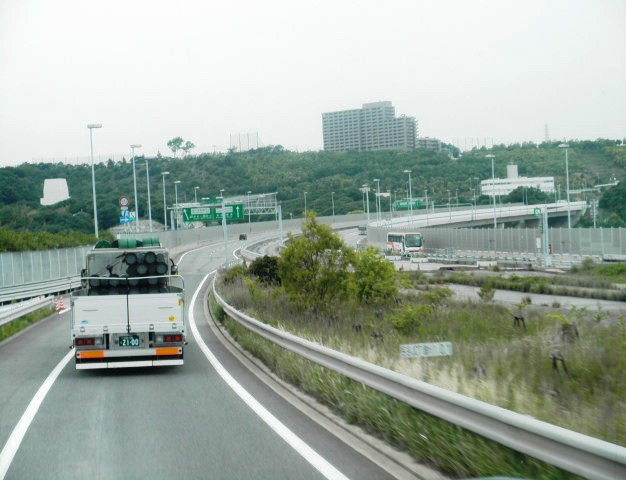
兵庫縣垂水區名谷町

## 歷史
- 1991年（平成3年）9月18日 : 港晴出入口 - 中島出入口間通車。
- 1994年（平成6年）4月2日 : 中島出入口 - 六甲島北出入口間通車。
- 1995年（平成7年）1月17日 : 受到兵庫縣南部地震（阪神大地震）而損害，部分路段不通。同年9月1日全面復舊。
- 1998年（平成10年）4月5日 : 名谷系統交流道 - 垂水系統交流道間通車。
- 2009年（平成21年）3月 : 灣岸線8期（駒林南出入口 - 名谷系統交流道間）6.4公里，9期（六甲島北出入口 - 駒林南出入口間）14.5公里的都市計畫決定。
- 2013年（平成25年）5月25日 : 北港西出入口名稱變更為「灣岸舞洲出入口」。
- 2017年（平成29年）1月25日 : 隨著甲子園濱出入口的入口收費站設置，南蘆屋濱主線收費站與西宮濱出入口的出口收費站廢除。

## 路線狀況

### 車道與速限
| 區間                            | 車道 上下線=上行線+下行線 | 速限    |
| ------------------------------- | ------------------------- | ------- |
| 南港北 - 天保山                 | 4=2+2                     | 100km/h |
| 天保山 - 六甲島北               | 6=3+3                     | 100km/h |
| 名谷系統交流道 - 垂水系統交流道 | 4=2+2                     | 50km/h  |

### 道路設施
- 正連寺川大橋（北港系統交流道 - 中島收費站）
- 神崎川橋（北港系統交流道 - 中島收費站）
- 中島川橋（中島停車區 - 尼崎東海岸）
- 西宮濱大橋（甲子園濱 - 西宮濱）
- 東神戶大橋（深江濱 - 魚崎濱） 885公尺
- 六甲島大橋（魚崎濱 - 六甲島北）

### 道路資訊廣播
- 櫻島（天保山 - 灣岸舞洲）
- 中島（灣岸舞洲 - 中島）
- 甲子園濱（鳴尾濱 - 西宮濱）
- 魚崎濱（深江濱 - 六甲島北）

阪神高速的道路資訊廣播開頭會以「這裡是阪神高速路側○○（局名）。午前（午後）○○時○○分為您播報現在的道路資訊。」的形式放送。

### 所轄警察
- 大阪府警察高速公路交通警察隊阪神四橋分駐所 : 大阪府内
- 兵庫縣警察高速公路交通警察隊京橋分駐隊 : 兵庫縣内（名谷系統交流道 - 垂水系統交流道除外）[2]
- 兵庫縣警察高速公路交通警察隊名谷分駐隊 : 名谷系統交流道 - 垂水系統交流道[2]

### 交通量
24小時交通量（台）　交通流量統計
| 区間                                         | 平成17（2005）年度 | 平成22（2010）年度 | 平成27（2015）年度 |
| -------------------------------------------- | ------------------ | ------------------ | ------------------ |
| 南港北出入口 - 天保山出入口                  | 100,632            | 47,574             | 52,298             |
| 天保山出入口 - 北港系統交流道/灣岸舞洲出入口 | 74,300             | 79,746             | 82,737             |
| 北港系統交流道/灣岸舞洲出入口 - 中島出入口   | 74,300             | 69,788             | 68,520             |
| 中島出入口 - 尼崎東海岸出入口                | 74,300             | 57,119             | 59,678             |
| 尼崎東海岸出入口 - 尼崎末廣出入口            | 74,300             | 62,663             | 64,162             |
| 尼崎末廣出入口 - 鳴尾濱出入口                | 36,261             | 53,979             | 54,351             |
| 鳴尾濱出入口 - 甲子園濱出入口                | 36,261             | 43,045             | 50,279             |
| 甲子園濱出入口 - 西宮濱出入口                | 36,261             | 46,676             | 53,405             |
| 西宮濱出入口 - 南蘆屋濱出入口                | 36,261             | 42,432             | 47,302             |
| 南蘆屋濱出入口 - 深江濱出入口                | 36,261             | 45,274             | 48,954             |
| 深江濱出入口 - 住吉濱出入口                  | 36,261             | 46,143             | 45,982             |
| 住吉濱出入口 - 魚崎濱出入口                  | 36,261             | 46,143             | 45,982             |
| 魚崎濱出入口 - 六甲島北出入口                | 36,261             | 8,518              | 11,189             |
| 六甲島北出入口 - 名谷系統交流道              | 未開通             | 未開通             | 未開通             |
| 名谷系統交流道 - 垂水系統交流道              | 16,069             | 17,299             | 16,478             |

（來源：「平成22年度道路交通調查 （页面存档备份，存于）」・「平成27年度全国道路・街路交通情勢調査 （页面存档备份，存于）」（自国土交通省網頁摘取資料作成）
- 由于新冠疫情，原定于2020年进行的交通流量调查被延期了[3]。

## 地理

### 連接高速公路
- 阪神高速4號灣岸線（於天保山出入口、系統交流道直通）
- 阪神高速16號大阪港線（於天保山出入口、系統交流道連接）
- 阪神高速2號淀川左岸線（於北港系統交流道連接）
- 阪神高速31号神戶山手線（於南駒榮系統交流道連接：計畫中）
- E93 第二神明道路（於名谷交流道、系統交流道連接）
- E28 神戶淡路鳴門自動車道（於垂水系統交流道連接）
- E94 第二神明道路北線（於垂水系統交流道連接）

### 來源
1. ↑   (PDF). 阪神高速道路株式会社. 2022-02-04  [2022-02-27]. （原始内容存档 (PDF)于2024-06-25）.
2. 1 2  
兵庫縣高速道路交通警察隊管轄路線圖 的存檔，存档日期2015-09-25.
3. ↑   (PDF). 国土交通省 道路局. 2020-10-14  [2021-05-10]. （原始内容 (PDF)存档于2022-03-27）.

## 相關項目
- 阪神高速4號灣岸線

## 外部連結
- 阪神高速道路株式會社
- 大阪灣岸道路西伸部 （页面存档备份，存于） - 兵庫國道事務所

Template:阪神高速5號灣岸線